# قلعه‌سنگی (میانه)
قلعه سنگی (میانه)، روستایی از توابع بخش کاغذکنان شهرستان میانه در استان آذربایجان شرقی ایران است.
قلعه سنگی (میانه)، روستایی از توابع بخش کاغذکنان شهرستان میانه در استان آذربایجان شرقی ایران است.اکبر پرندی در کتاب کاغذکنان در گذرگاه تاریخ ایران نوشته:
قلعه سنگی (داش قالا) در منطقه کوهستانی شمال کاغذکنان نزدیک به دره رودخانه قزل اوزن قرار دارد. وجود دره های عمیق و صخره های بزرگ اطراف، آن را به صورت دژ طبیعی نفوذناپذیری درآورده است. این قلعه، که به صورت یک روستا در آمده، در زمانهای گذشته قلعه ای سنگی بوده است. با استقرار ترکمانان سعدلو در کاغذکنان این محل به یک مرکز منطقه تبدیل شد. در سال ۱۱۷۲ هـ. ق محمدخان سعدلو حاكـم کاغذکنان و خلخال حصارهایی در پایین قلعه و اطراف آن احداث کرد. محمد حسن خان سعدلو در سال ۱۲۰۳ هـ.ق ساختمان و برجهایی بر قلعه افزود. این قلعه چندین بار در معرض خطر و محاصره مهاجمان قـرار گرفت. در سالگ۱۱۷۳هـ.ق کـریم خان زند بـه کـاغذکنان حمله آورد و محمد حسن خان سعدلو را در آنجا محاصره کرد. محمد حسن خان پس از یک ماه تحمل محاصره سـرانـجام تسلیـم کـریـم خان شد. این قلعه را نیروهای ذوالفقارخان افشار خمسه نیز در سال ۱۱۹۴هـ.ق محاصره کردند. در جنگی که در گرفت ذوالفقارخـان شکست خورد و قلعه از محاصره قوای او به در آمد.منبع : کاغذکنان در گذرگاه تاریخ ایران تهران موسسه مطالعات تاریخ معاصر ایران.۱۳۸۱ ص ۱۴۷_۱۴۸)

## جمعیت
این روستا در دهستان کاغذکنان شمالی قرار دارد و براساس سرشماری مرکز آمار ایران در سال ۱۳۸۵، جمعیت آن ۱۱۳ نفر (۳۲خانوار) بوده‌است.